# Graptopetalum pentandrum
Graptopetalum pentandrum är en fetbladsväxtart som beskrevs av Reid Venable Moran. Graptopetalum pentandrum ingår i släktet Graptopetalum och familjen fetbladsväxter. Inga underarter finns listade i Catalogue of Life.